# Adrián Paenza
Adrián Paenza   (Buenos Aires, 9 de maig de 1949) és un periodista argentí i divulgador de les matemàtiques que viu a Chicago des del 2002.
Doctor en ciències matemàtiques per la Universitat de Buenos Aires, va ser professor associat del Departament de Matemàtiques de la Facultat de Ciències Naturals de la mateixa universitat. Fins a l'any 2000 era conegut com a periodista esportiu, sobretot perquè el 1994 va entrevistar Diego Armando Maradona després que el suspenguessin per dopatge. Amb el canvi de segle va començar a aparèixer com a tertulià polític i des del 2003 com a presentador a la televisió pública de Científicos Indústria Argentina, per divulgar la feina dels científics argentins. També ha estat periodista de ràdio, redactor en diverses revistes i col·laborador dels tres diaris nacionals: Clarín, Página/12 i La Nación.
Va publicar la sèrie de llibres infantils, Matemàtica... ¿Estás ahí?, el 2005, amb bona rebuda a l'Argentina, que de seguida el va portar a ser un divulgador de les matemàtiques. Els anys següents va autopublicar diversos llibres descarregables per internet. El 2014 va rebre el premi ICM Leelavati pel seu treball en la divulgació de les matemàtiques.